# Dischidia amphorantha
Dischidia amphorantha är en oleanderväxtart som beskrevs av Karl Moritz Schumann och Lauterb.. Dischidia amphorantha ingår i släktet Dischidia och familjen oleanderväxter. Inga underarter finns listade i Catalogue of Life.